# Белогорлая выдра
Белогорлая выдра, или пестрошеяя выдра, или пятнистая выдра (лат. Hydrictis maculicollis) — хищное млекопитающее семейства куньих, обитающее в Африке южнее Сахары. Единственный представитель рода Hydrictis.

## Описание
Белогорлая выдра достигает длины примерно от 44 до 68 см, длина хвоста составляет от 13,5 до 19,0 см. Вес — примерно от 3 до 5 кг. Самцы крупнее самок.
Тело стройное и вытянутое с длинным, приплющенным хвостом. Крупная голова с широкой шеей суживается к широкой и короткой морде. Уши короткие и круглые. Окрас меха варьирует от шоколадного до красно-коричневого цвета. На горле и затылке имеются пятна от белого до кремового цвета. Окрас варьирует у разных особей. Редко встречаются альбиносы.
Зубная формула: {\displaystyle I{3 \over 3}C{1 \over 1}P{4 \over 3}M{1 \over 2}=36}

## Распространение
Белогорлая выдра широко распространена в Африке к югу от Сахары. Область распространения простирается от Гвинея-Бисау в Западной Африке до юго-запада Эфиопии, а также на юго-запад до северной границы Намибии, северо-запада Ботсваны и Зимбабве и на восток через Кению и Танзанию, Малави и части Мозамбика до востока Южной Африки.

## Питание
Выдра питается рыбой (Barbus, Clarias, Haplochromis, Micropterus salmoides, Salmo trutta, Tilapia) и лягушками (в основном Xenopus laevis, Rana). В дикой природе выдра может стать жертвой крокодилов. Орлан-крикун также может охотиться на детёнышей.

## Размножение
На озере Виктория, в Танзании, спаривание происходит в июле, а детёныши рождаются в сентябре, после двухмесячного периода беременности. В помёте от 1-го до 3-х детёнышей. Малыши рождаются слепыми и остаются с матерью до 1 года. Самцы не принимают участие в их воспитании.